# Tschammerowie

Herb Rogala

Tschammerowie (niem. von Tschammer) – śląska rodzina szlachecka herbu Rogala.
Protoplastami rodu byli Samborowice z Kazanowa na Dolnym Śląsku, którego najstarszym przedstawicielem był rycerz Szambor, wzmiankowany po raz pierwszy w dokumencie z 1248. W następnych dwóch stuleciach rodzina rozprzestrzeniła się na obszarze Śląska, a jej nazwisko zapisywane było pod różnymi postaciami: Szambor, Zamborius, Szamborius, Czambor, Czamer i ostatecznie Tschammer. Pod koniec XV wieku rodzina podzielona była na trzy gałęzie: z Osetna w księstwie głogowskim, druga z Łambinowic niedaleko Nysy, a trzecia z Iskrzyczyna w księstwie cieszyńskim. 

## Czamborowie de Kertzendorf
Jedna z linii rodu panowała w latach 1329-1440 w Karłowicach (dawna niem. nazwa - Kertzendorf, obecnie województwo opolskie), gdzie wzniosła istniejący do dziś zamek. Z tej przyczyny jej przedstawiciele używali nazwiska Czambor de Kertzendorf. W 1440 r. majątek odkupił od nich Michał Bees.

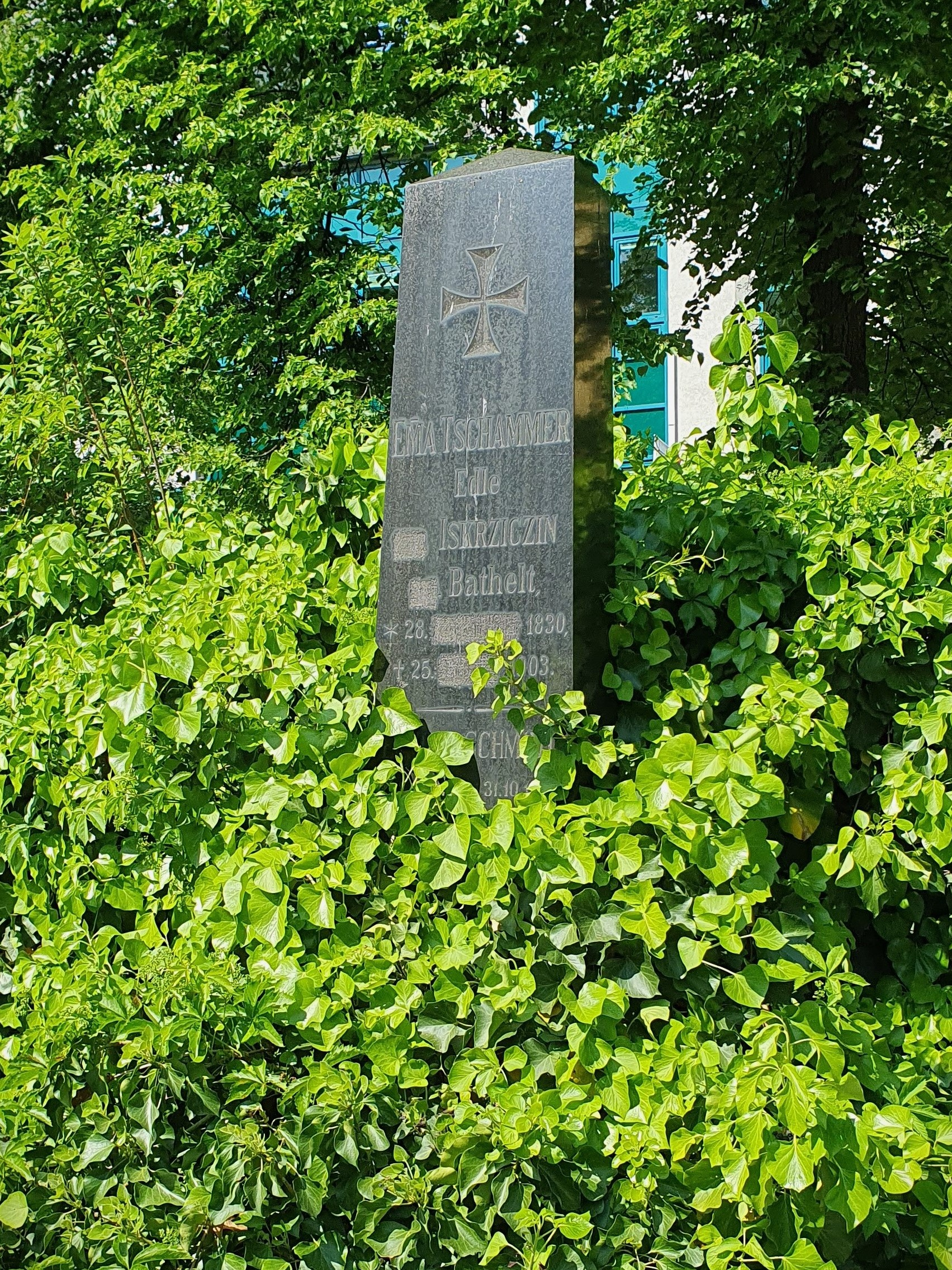
Nagrobek Emmy Tschammer z Iskryzcyzna (1830-1903) na Cmentarzu ewangelickim w Cieszynie

## Tschammerowie z Iskrzyczyna
Linię z Iskrzyczyna założył Franciszek Tschammer, który zakupił miejscowość od Jana Frydrychowskiego z Dębowca w 1453. Do największego znaczenia w tej linii doszedł Bogumił Rudolf Tschammer, który zapisał swą prywatną bibliotekę w spadku dla zboru luterańskiego w Cieszynie, przyczyniając się do powstania Biblioteki Tschammera w Cieszynie. Ostatni przedstawiciel tej linii zmarł pod koniec XIX wieku.

## Tschammerowie z Osetna
Przybyły na ziemię głogowską ze Śląska Cieszyńskiego Konrad Tschammer odkupił dobra w Osetnie w 1440 r. od rodu Braunów, z którego pochodziła jego żona Barbara. Ich syn, Ernest, nabył w 1493 r. kolejne wsie w sąsiedztwie, w tym Osetno Małe. Zbudował on także w Osetnie wieżę mieszkalną. Kolejne generacje rodu używały nazwiska von Tschammer und Osten. Wnuk Ernesta, Wolfram, gruntownie przebudował dwór. Jego jedyny syn zginął w wyniku upadku z konia. Zarówno Ernest, jak i Wolfram sprawowali urząd starosty górowskiego. Wolfram zmarł w 1593 r., pozostawiając majątek córce, a Osetno drogą koligacji rodzinnych przeszło na własność rodziny von Loss. Inna gałąź osetyńskiej linii rodu Tschammerów osiadła w Daszowie.

## Tschammerowie z Daszowa
Daszów znajdował się w posiadaniu von Tschammerów od 1563 r., gdy nabył go Oswald von Tschammer. W XVII w. ta linia rodu weszła w posiadanie majątków m.in. w Czerninie Dolnej (Nieder Tschirnau) i Gaworzycach (Quaritz). Od nazwy tej ostatniej zaczęli używać również nazwiska von Tschammer und Quaritz. W związku z małżeństwem Georga Caspara von Tschammer z wnuczką Adama von Lossa odzyskali również Osetno.
W wyniku wojen śląskich ziemie, na których panowali von Tschammerowie, znalazły się w państwie pruskim. Jerzy Ernest (George Ernst) von Tschammer und Osten był pierwszym starostą wołoskim z nominacji króla pruskiego (1742-1762). On również odbudował zniszczony pałac w Daszowie. W 1735 r. odziedziczył po krewnym, Hiobie Gotthardzie von Tschammer, majątek w Drogomiłowicach (Dromsdorf), w których powołał w 1752 r. szkołę ewangelicką. Jego syn, Jerzy Kasper (Georg Caspar), sprzedał Daszów w 1784 r. Po jego bezpotomnej śmierci Drogomiłowice odziedziczył Oswald Wilhelm von Tschammer und Osten. 
Inny członek rodu, Heinrich Ernst Karl Wilhelm von Tschammer und Quaritz uzyskał od króla pruskiego w 1784 r. zatwierdzenie majoratu (ordynacji rodowej) na Gaworzycach. Majorat pozostał własnością rodu do 1945 roku.